# With a Song in my Heart -君が歌、わが心に深く-
With a Song in my Heart -君が歌、わが心に深く-（ウィズ・ア・ソング・イン・マイ・ハート　-きみがうた、わがこころにふかく-）は、宝塚歌劇団月組がリチャード・ロジャース生誕100周年を記念して上演したショー作品である。形式名は「ミュージカル・レビュー」。宝塚・東京は24場。併演は『長い春の果てに』。

## 概要
リチャード・ロジャースの楽曲の数々で構成されている。

## 公演期間と公演場所
- 2002年8月23日 - 9月30日　宝塚大劇場[1]
- 2002年11月15日 - 12月23日　東京宝塚劇場[2]
- 2003年2月1日 - 2月20日　中日劇場[3]

## スタッフ
スタッフ名の後ろに「宝塚」「東京」「中日」の文字がなければ、全劇場共通。
- 作・演出[1][2][3]：岡田敬二
- 音楽[1]：吉崎憲治・高橋城・甲斐正人・宮原透・木川田新
- 編曲[2]：小高根凡平（東京）・脇田稔（東京）
- 音楽指揮[1][2]：御﨑惠（宝塚）、大谷木靖（東京）
- 振付[1]：羽山紀代美・司このみ・大谷盛雄・室町あかね・御織ゆみ乃
- 装置[1]：大橋泰弘
- 衣装[1]：任田幾英
- 照明[1]：勝柴次朗
- 音響[1]：加門清邦
- 小道具[1]：田中武彦
- 効果[1][2]：関根海里（宝塚・中日）、木多美生（東京）
- 訳詞[1]：平野恵子
- 歌唱指導[1]：岡崎亮子
- 演出助手[1][2]：荻田浩一（宝塚・中日）・川上正和（宝塚・中日）、植田景子（東京）
- 振付補[1]：河底美由紀
- ヘアデザイン[1]：和田好弘
- 舞台進行[1][4]：森田智弘（宝塚・中日）、濱野文宏（東京）
- 協力[1]：ヤマハ 株式会社・miki HOUSE
- 舞台美術製作[1]：株式会社 宝塚舞台
- 演奏[1]：宝塚歌劇オーケストラ
- 演奏コーディネート[5]：株式会社 内藤音楽事務所（東京）
- 制作[1]：小野真哉

## 配役
全劇場共通
- オープニングの紳士S1、ディック、マンハッタン歌手、ブルームーン・踊る紳士、チャイナ・ドール、歌う青年S、フィナーレ紳士S1 - 紫吹淳[1]
- オープニングの淑女S1、ブルームーン・踊る淑女、プリンセス、歌う娘S、フィナーレの淑女S1 - 映美くらら[1]
- オープニングの紳士S2、コール、イリュージョンS、歌う青年、チャイナ・ガイA、フィナーレ紳士S2 - 汐風幸[1]
- オープニングの紳士S3、ジェフ、イリュージョンS、ノスタルジー歌手、チャイナ・マフィア、チャイナ・ガイ歌手、フィナーレ紳士S3 - 湖月わたる[1]
- オープニングの紳士S4、ビッグ・パパ、ノスタルジー紳士A、マリーン・オフィサー、フィナーレの紳士S4 - 大和悠河[1]
- オープニングの紳士S5、ビッグ・ママ、ザ・ムーンズ、ノスタルジー紳士A、チャイナ・ガイ、フィナーレの紳士S5 - 霧矢大夢[1]
- オープニングの淑女S4、ナタリー、ノスタルジー淑女A、フィナーレの淑女S5 - 紫城るい[1]

東京のみ
- 第23場：踊る紳士S - 紫吹淳[5]
- 踊る淑女S - 映美くらら[5]
- 踊る紳士[5] - 汐風幸・湖月わたる・汐美真帆・大空祐飛・霧矢大夢・大和悠河
- カゲソロ[5] - 美々杏里・嘉月絵理

## 使用楽曲
- With a Song in my Heart
- 私は14才
- shall we dance
- エーデルワイス
- すべての山に登れ
- オクラホマ!
- ドレミの歌　など